# Notosacantha chandrapurensis
Notosacantha chandrapurensis is een keversoort uit de familie bladkevers (Chrysomelidae). De wetenschappelijke naam van de soort werd in 2001 gepubliceerd door Swietojanska, Ghate & Marathe.